# 台灣話文論戰
台灣話文論戰，又稱台灣話文運動、鄉土文學論戰（爭），受言文一致運動影響，肇始自1930年，黃石輝於新文協外事媒體《伍人報》刊登的〈怎樣不提倡鄉土文學〉。其以基層弱勢族群角度，強調台灣話與文字合一後，能照顧到農工等基層族群所關心的議題。
此論戰持續將近四年，直到1934年才稍稍平息。其中正反兩方論戰內容包括：對「鄉土文學」定義的岐見；台灣文學應用「台灣話文」或「中國白話文」表現；如何建設、表記台灣話文。除此之外，此論戰與1924年由張我軍發起的台灣新舊文學論戰息息相關，亦有日治時期台灣話文運動的稱呼。

## 背景
1895年，台灣進入日治時代，台灣總督府開始以國語傳習所與公學校等官方教育機構推廣日語與日文。以漳泉閩語為主的台灣話在遭到可能被新語言所取代的危機外，在文字方面，也再度面對比漢文書寫「台灣母語」更為「言文不一致」情況。在兩相權衡下，促使台灣文學界自覺而欲將台灣人民的生活語付諸書面語，因而產生以漢文建構台灣話文的主張。
1924年，連溫卿發表〈言語之社會的性質〉一文；1929年，《台灣民報》先後刊載連雅堂〈台語整理之頭緒〉、〈台語教理之責任〉二篇文章，兩人的論點都已經論及了台灣本土語言的重要性。不過仍沒有提出解決的方法，也未從普羅使用者角度著眼，因此該數篇文章被視為台灣日治時期新舊文學論戰的後續發展，另外也可看成，在新舊文學論戰中趨於弱勢的舊文學代表，從台語漢文化的新領域中，重新思考古典文學的價值與地位。

## 發軔
1930年，左派團體新文協中常委黃石輝於該團體的外事媒體《伍人報》上，發表〈怎樣不提倡鄉土文學〉，以臺灣民眾為主體，提出三點意見：一、用臺灣話寫成各種文藝；二、增讀臺灣音；三、描寫臺灣事物。並闡釋其文學觀點：
你是臺灣人，你頭戴臺灣天，腳踏臺灣地，眼睛所看見的是臺灣的狀況，耳孔所聽見的是臺灣的消息，時間所歷的亦是臺灣的經驗，嘴裡所說的亦是臺灣的語言；所以你的那枝如椽的健筆，生花的彩筆，亦應該去寫臺灣的文學了。
臺灣的文學怎樣寫呢？便是用臺灣話做文，用臺灣話做詩，用臺灣話做小說，用臺灣話做歌曲，描寫臺灣的事物，卻不是什麼奇怪的一件事。
翌年七月，其復於《臺灣新聞》發表〈再談鄉土文學〉，堅持作家應該建設臺灣白話文。其認為，應該在既有的漢字基礎上表達臺灣，若是遇到無字可用時，則「採用代字」或「另創新字」：
我們為什麼要提倡鄉土文學呢一不用說。就是因為鄉土文學能夠充分地狀物達意。因為文學是代表說話的而依地方有一地方的話。所以要鄉土文學。
此兩篇文章皆明白表示，黃石輝認為台灣文人應該用臺灣話描寫臺灣事物，另外，也主張用漢字表記臺灣話的言文一致運動。黃石輝這兩篇文章的明白揭示主張，立即引起了全島的注目，有人贊成，也有人反對，因而展開了繼「新舊文學論爭」之後的另一場「鄉土文學論爭」大論戰。

## 台灣話文提案
1931年，黃石輝的台灣話文提議，在《台灣新聞》上獲得郭秋生為文支持。郭秋生以兩萬餘字的〈建設「台灣話文」一提案〉，明白主張以漢字為主架構，於日本文學和北京話白話文學之外，將台灣話文字化。郭秋生強調此舉不但可啟蒙無產大眾，並可凝聚台灣民族意識。另外在此篇文章中，也具體指出，若漢文無法周延顯示多音節的台灣話，則應該在有音無字情況下另造新字，更主張改造台灣話文，言文一致，統一讀音等實行方法。

## 論戰經過
黃郭兩人接連以不同角度發起台灣話文的新看法之後，在台灣文壇引發支持與反對兩種聲音。支持陣營中，以賴和、莊遂性與李獻璋最為知名。該陣營認為台灣話文為特殊區域，應在台灣現實情況下，建設新的台灣話文。
不過該台灣話文主張除了支持外，也引來廖毓文的《給黃石輝先生——鄉土文學的吟味》（刊登於《昭和新報》）、林克夫《鄉土文學的檢討》（《台灣新民報》）及朱點人《檢一檢鄉土文學》等反擊。反對陣營的論點，則認為台灣話粗俗雜沓，無法成為文學語言。他們除了強調單純漢文之外，也強調讓基層族群文化提昇的方法，則應從普及中國白話文著手。
1934年，該論戰因無法獲得交集而落幕。之後，莊垂勝、郭秋生等人創辦《南音》，並在雜誌內開闢專欄，以漢文直譯書寫台灣歌謠的嘗試，來實踐台灣話文字化的努力。不過，隨後因為台灣總督府實行皇民化政策、中日戰爭爆發、官方禁絕漢文等因素，該台語文運動被迫停止。

## 來源
- 陳柏壽，2003，台語文的筆跡。台南市：復文。
- 洪惟仁，1992，台語文學與台語文字。台北：前衛出版社。
- 蔣為文，2004，海洋台灣：歷史與語言，國立成功大學台灣文學系台灣語研究室編輯。台南市：國立成功大學。
- 林央敏，1996，台語文學運動史論。台北：前衛出版社。
- 呂興昌，1994，白話字中的台灣文學資料。台北：前衛。
- 呂興昌、林央敏主編，1999，台語文學運動論文集。台北：前衛出版社。
- 方耀乾，2005，台語文學的起源與發展。台南：方耀乾。ISBN 957-41-3117-3
- 沙卡布拉揚(A. D. Sakabulajo)，2003，台語文學語言生態的合觀想。台北：前衛出版社。
- 曾金金計劃主持，1997，台語文學出版物收集、目錄、選讀編輯計畫(行政院文化建設委員會委託專題研究計劃成果報告)，鄭良偉、李櫻計劃合作。台北：國立台灣師範大學。
- 張春凰、江永進、沈冬青，2001，台語文學概論。台北：前衛出版社。
- 張素華編，1990，台語文學特輯。台北：前衛出版社。
- 鄭良偉， 1989，走向標準化的台灣話文。台北：自立晚報。
- 楊允言，1993，《台語文字化的過去合現在。台灣史料研究》 1：57-75。
- 國史館，2004，《台灣歷史人物小傳》，台北，國史館。
- 劉寧顏編，《重修台灣省通志》，臺北市，台灣省文獻委員會，1994年。
- 行政院文化建設委員會，台灣歷史辭典，台北市，遠流出版事業股份有限公司，2004年
- 中島利郎編，2003，1930年代台灣鄉土文學論戰資料彙編。高雄：春暉出版社。

## 外部連結
- 楊允言：台語文字化兮過去佮現在 （页面存档备份，存于）
- 鯤島本土文化(臺語通用拼音字典PDF檔)（页面存档备份，存于）